# Jeu de rôle amateur

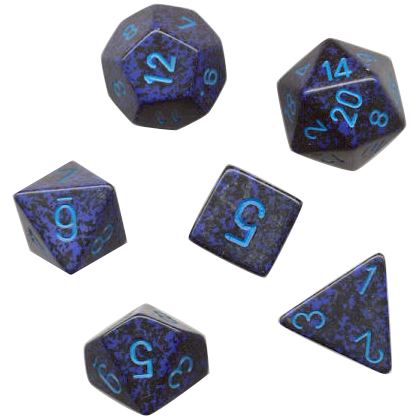
Dés typiques de 4 (tétraèdre), 6 (hexaèdre), 8 (octaèdre), 10 (deltoèdre pentagonal), 12 (dodécaèdre) et 20 (icosaèdre) faces.

Un jeu de rôle amateur, parfois abrégé JdRA, est une catégorie de jeux de rôle qui ne sont pas édités par des entreprises commerciales.

## Définition
Le Guide du rôliste galactique, base de données francophone des jeux de rôle sur table, classe les jeux amateurs à part des jeux professionnels, en se fondant sur le critère suivant : « Pour le GRoG, un jeu est professionnel s'il est diffusé et distribué sous une forme "aboutie" (papier ou numérique), par les canaux de distribution habituels (les boutiques ou internet), et vendu avec une marge. Lorsqu'un jeu amateur est finalement édité, nous conservons la trace du jeu amateur d'origine. » L'évolution rapide d'un manuel ou supplément amateur, permise notamment par la publication en ligne qui rend facile de corriger ou de remanier un fichier, est une autre raison de ce choix d'un classement à part.
Thomas Laborey et Fabien Deneuville remarquent en 2013 un certain flou sémantique dû à la coexistence de plusieurs appellations et à la difficulté de les définir. Le terme « amateur » coexiste alors avec « indépendant » ou encore « alternatif ». Les deux auteurs estiment que les jeux désignés par ces termes répondent à trois critères. D'abord, ils ne sont pas rattachés à une maison d'édition déjà connue par ailleurs. Ensuite, ils sont diffusés plutôt sous forme numérique qu'en version papier, et selon un schéma économique innovant, via les sites d'impression à la demande et/ou selon un circuit court qui se dispense des intermédiaires que sont les éditeurs et les boutiques. Enfin, ils entretiennent un lien communautaire avec leurs joueurs.

## Histoire des jeux de rôle amateurs

### Les débuts, 1974-2000
Le jeu de rôle est un produit récent : le premier, Donjons et Dragons, a été édité en 1974. De fait, il s'agit d'un métier nouveau, pour lequel il n'existe alors pas de formation professionnalisante. En 2007, le sociologue et rôliste Olivier Caïra évoque une évolution contrastée du loisir de sa création dans les années 1970 jusqu'au début des années 2000 : d'un côté, le milieu se professionnalise, avec un recours à des bêta-testeurs, une amélioration de la qualité éditoriale des livres de jeux et la mise en place d'échanges entre les éditeurs et leur public, mais, de l'autre, « la mortalité des éditeurs demeure forte, et rares sont les acteurs de ce marché qui peuvent aujourd'hui vivre du seul jeu de rôle ». La conséquence est que « les liens entre l'édition et le monde associatif sont denses, et la frontière entre salariat, piges et bénévolat est souvent ténue ». Il remarque également qu'il n'y a pas de fossé technologique entre les petits éditeurs et ceux qui disposent de ressources importantes, contrairement au milieu du cinéma ou du jeu vidéo où le budget d'une œuvre fait une grosse différence.
Le jeu de rôle sur table  est par essence un loisir qui demande à ses pratiquants d'être actifs et créatifs. Il est nécessaire d'imaginer son personnage et la plupart des rôlistes écrivent leurs propres scénarios de jeu. Les règles existantes ne peuvent correspondre parfaitement à la manière de jouer de chacun. Dès le début, de nombreux joueurs ont éprouvé le besoin d'ajuster les règles des jeux commerciaux, et ont même développé des systèmes de règles personnels, ainsi que leur univers de jeux. Par ailleurs, le nombre de scénarios vendus dans le commerce et dans les magazines spécialisés est relativement restreint, tous les meneurs de jeu ont un jour écrit leurs propres scénarios. Tout ceci est une conséquence logique de la nature créative du jeu de rôle, dans sa partie « improvisation théâtrale ». On peut également citer le phénomène des fanzines, très nombreux dans les années 1980–1990.
Traiter un thème sous la forme d'un jeu de rôle amateur permet d'aborder des sujets confidentiels ou pointus pour lesquels on pense qu'un jeu professionnel ne serait pas rentable, ou d'expérimenter des systèmes de règles originaux. Un jeu de rôle amateur peut devenir un jeu professionnel s'il est accepté par un éditeur préexistant, ou si ses créateurs parviennent à se structurer pour créer une nouvelle maison d'édition de manière pérenne. L'un des premiers exemples de ce type de parcours est Tunnels et Trolls, créé par Ken St. Andre quelques mois à peine après Donjons et Dragons pour jouer au sein de son groupe d'amis, avant d'être commercialisé sous une forme aboutie et de donner naissance à une gamme professionnelle. Dans le cas de la France, on peut citer l'exemple de Siroz (devenu Asmodée), créé par une bande de lycéens fréquentant le même club, et qui ont été rejoints par Croc qui auto-éditait ses créations.

### Le tournant d'Internet

#### Années 2000: émergence de l'autoédition
En 1999, le magazine de jeux de rôle Casus Belli consacre un article aux « jeux faits maison » : des jeux que leurs auteurs créent au départ pour eux-mêmes et leur groupe de jeu habituel, mais qu'ils cherchent ensuite à diffuser, même de manière restreinte. Dans les années 1990, ces jeux sont parfois mis en page sans ordinateur et diffusés sous forme de photocopies reliées, comme Bernard et Jean d'Aubert Bonneau, jeu humoristique où l'on incarne des policiers dans l'ambiance de la série télévisée Starsky et Hutch ou du film Le Gendarme de Saint-Tropez. L'arrivée massive de l'informatique domestique dans les années 1990 en France et l'explosion de l'Internet a facilité la création, avec les traitements de texte, et la diffusion des œuvres. Avec des moyens réduits, chacun peut désormais mettre en ligne son jeu et le faire partager. Des jeux comme Lycéenne RPG de Rémi Severac, jeu inspiré des anime japonais sur les intrigues sentimentales au lycée, sont élaborés sur ordinateur et imprimés à la maison, puis se dotent d'un site Internet. D'autres, comme Te deum pour un massacre de Jean-Philippe Jaworski, ne connaissent qu'une diffusion numérique sous forme de pages Internet et de fichiers PDF. Selon Casus Belli, l'arrivée d'Internet représente une « révolution » qui « fait évidemment le bonheur des auteurs de jeux maison ». Thomas Laborey et Fabien Deneuville, dans un article paru sur le site du Centre national du jeu, considèrent également le début des années 2000 comme le moment d'une véritable explosion des jeux de rôle amateurs, tant en France qu'aux États-Unis, grâce à l'émergence d'Internet et de l'autoédition en ligne. C'est la période de la Convention de jeux de rôle amateurs à Paris, qui dure entre 2001 et 2007. 
Plusieurs jeux amateurs francophones élaborés au début des années 2000 et parfois présentés dans le cadre de la CJDRA connaissent par la suite des éditions professionnelles, comme Te deum pour un massacre, Pavillon noir ou Brain Soda. Cela aide à l'émergence d'une nouvelle génération d'auteurs et d'éditeurs professionnels. Ce mouvement coïncide avec l'émergence, aux États-Unis puis en France, du courant « indépendant », ou, en anglais, « indie » : des jeux qui s'affirment comme en marge des grands éditeurs, aussi bien sur le plan économique que dans leur approche créative, mais revendiquent un certain professionnalisme et sont souvent monétisés. Aux États-Unis, le forum de discussion The Forge, qui théorise la création de jeux de rôle et cherche à renouveler les jeux et les pratiques de jeu, joue un rôle notable dans ce mouvement.
Durant cette période paraît le webzine Jeux d'ombres, lancé en 2003, qui se consacre principalement aux jeux de rôle amateurs.
Les éditeurs professionnels de jeux de rôle cherchent parfois à s'appuyer sur les auteurs amateurs sérieux pour produire du matériel de jeu avec le statut d'auteurs indépendants ou de pigistes, généralement sans les embaucher à titre permanent,.
Parfois, ces auteurs se structurent sous la forme de petites maisons d'édition qui deviennent professionnelles (et ne relèvent donc plus de la sphère amateure) mais qui sont qualifiées d'indépendantes au sens où elles constituent de toutes petites structures qui proposent des approches créatives alors nouvelles. Ces structures se multiplient dans les années 2000 et 2010. En France, cela donne naissance à des éditeurs comme les éditions John Doe, les XII Singes et les éditions du Matagot, mais aussi la structure d'autoédition Chibi de l'auteur-éditeur-illustrateur John Grümph.

##### Années 2010: émergence du financement participatif
À partir du milieu des années 2010, le financement participatif se développe. Il est d'abord mis à profit par des projets amateurs, qu'il cible à l'origine, et qui se « professionnalisent » de la sorte ; mais bientôt les avantages de ce mode de financement apparaissent aussi comme « une évidence » aux éditeurs établis du milieu du jeu de rôle : il offre une trésorerie immédiate permettant de financer les projets et de régler les à-valoir des auteurs, les cachets des illustrateurs (et traducteurs) ainsi que de répondre favorablement aux devis des imprimeurs, diffuseurs et al.,,.

## Conventions
Plusieurs conventions de jeux de rôle amateurs ont lieu au cours des années 2000. La Convention de jeux de rôle amateurs (CJDRA) a lieu à Paris pendant plusieurs années entre 2001 et 2007,. Elle se propose de faire rencontrer des auteurs à un public potentiel, de permettre aux auteurs de discuter entre eux et de présenter leurs jeux sans compétition, dans le cadre d'une convention gratuite. Une autre convention de jeux de rôle amateur a lieu à Brest les 29-30 novembre 2008.